# Meris
Meris is een geslacht van vlinders van de familie spanners (Geometridae), uit de onderfamilie Ennominae.

## Soorten
- M. alticola Hulst, 1896
- M. cultrata Rindge, 1981
- M. paradoxa Rindge, 1981
- M. patula Rindge, 1981
- M. suffusaria McDunnough, 1940